# Porto Gole
Porto Gole (również Portogole) – wieś w Gwinei Bissau, w regionie Oio.